# خوای
خوای (به انگلیسی: Khowai) یک منطقهٔ مسکونی در هند است که در بخش خوای واقع شده‌است. خوای ۲۱٬۳۸۷ نفر جمعیت دارد و ۲۳ متر بالاتر از سطح دریا واقع شده‌است.